# Perifete (guerriero troiano)
Perifete, (in greco Περιφήτης), personaggio dell'Iliade (XIV, v. 515), fu un guerriero troiano.
Perifete fu ucciso da Teucro nell'azione bellica descritta nel libro XIV dell'Iliade relativo all'Inganno a Zeus.
()